# Nichole Ayers
Nichole Stilwell Ayers, detta Vapor (San Diego, 13 dicembre 1988), è un'astronauta statunitense.
Il 14 marzo 2025 è partita per la sua prima missione spaziale con il ruolo di pilota della missione spaziale di lunga durata SpaceX Crew-10 (Expedition 73). È previsto che faccia ritorno sulla Terra l'8 agosto 2025, dopo 146 giorni di missione.

## Biografia

### Istruzione e carriera militare
Dopo essersi diplomata alla Woodland Park High School di Woodland Park, nel 2011 conseguì una laurea in matematica presso la United States Air Force Academy in Colorado. Nel 2013 conseguì un master in matematica computazionale e applicata presso l'Università Rice di Houston, dove concentrò i suoi studi sulla fluidodinamica computazionale, in particolare sulla modellazione dei flussi incomprimibili. L'anno successivo completò l'addestramento base di pilota, iniziando a pilotare gli aerei T-38A nello squadrone di Langley Air Force Base, in Virginia. Divenne pilota istruttrice di T-38, guidando missioni di addestramento al combattimento per gli F-22 Raptors a Langley. Ayers si laureò al Corso base degli F-22 nel 2018, diventando poi pilota istruttorrice dello stesso modello di aereo. Come una delle poche aviatrici donne di F-22 Raptor, nel 2019 Ayers guidò la prima formazione di F-22 tutta al femminile in combattimento. In carriera accumulò oltre 1400 ore di volo negli aerei T-38A/B/C e F-22 Raptor, di cui oltre 200 ore di combattimento nell'Operazione Inherent Resolve in Iraq e Siria. Al momento della sua selezione come candidata astronauta della NASA, ricopriva il ruolo di assistente direttore delle operazioni nel 90º Fighter Squadron presso la Elmendorf Air Force Base, in Alaska. È un Maggiore dell'USAF.

### Carriera come astronauta
Il 6 dicembre 2021 venne selezionata come candidata astronauta del Gruppo 23 degli astronauti NASA. Nel gennaio 2022 iniziò l'addestramento astronautico di base di due anni al Johnson Space Center, completato nel marzo 2024.

#### SpaceX Crew-10 (Expedition 73)
Il 1º agosto 2024 venne assegnata alla missione SpaceX Crew-10 (Expedition 73) con il ruolo di pilota della navicella Crew Dragon Endurance. Il lancio era inizialmente previsto per il 12 marzo ma venne rinviato al 14 marzo per un problema idraulico alle strutture di Terra appena 44 minuti prima del lancio. Il 14 marzo 2025 la navicella Endurance lasciò la rampa di lancio 39A del Complesso di lancio 39 del Kennedy Space Center per raggiungere lo spazio a bordo di un lanciatore Falcon 9 Block 5. Dopo un viaggio di 29 ore, la navicella Endurance eseguì un docking automatico con il boccaporto anteriore di Harmony il 14 marzo 2025. Il 1º maggio partecipò a un'EVA di 5 ore e 44 minuti per l'installazione di una struttura per predisporre l'installazione di un pannello solare iROSA e lo spostamento di un'antenna usata per le operazioni di avvicinamento e allontanamento della ISS delle navicelle spaziali.  L'undocking con la ISS previsto per il 7 agosto venne rinviato di un giorno per condizioni metereologiche sfavorevoli. La Crew-10 sarà la prima missione che ammarerà al largo delle coste californiane. 

## Vita privata
Ayers è sposata e nel tempo libero le piace andare a vela e in bicicletta, campeggiare, fare escursioni e lavorare con il marito su progetti domestici. Durante gli anni all'United States Air Force Academy giocò a pallavolo nella Division I per tutti i quattro anni. Durante il master nel 2012 continuò a praticare sport a livello internazionale nel Team USA delle forze armate degli Stati Uniti.